# Acaciella
Acaciella, biljni rod iz porodice mahunarki raširen ponajviše uz pacifičku obalu i priobalje Srednje i Južne Amerike, ali i po drugim krajevima, tako A. villosa, isključivo na Jamajki.
Uz neke izuzetke Acaciella dijeli više obilježja s rodom Piptadenia nehgo s rodom Acacia
Rod se sastoji od zasada 15 priznatih vrsta

## Vrste
1. Acaciella angustissima (Mill.) Britton & Rose
2. Acaciella barrancana (Gentry) L.Rico
3. Acaciella bicolor Britton & Rose
4. Acaciella chamelensis (L.Rico) L.Rico
5. Acaciella glauca (L.) L.Rico
6. Acaciella goldmanii Britton & Rose
7. Acaciella hartwegii (Benth.) Britton & Rose
8. Acaciella igualensis Britton & Rose
9. Acaciella lemmonii (Rose) Britton & Rose
10. Acaciella painteri Britton & Rose
11. Acaciella rosei (Standl.) Britton & Rose
12. Acaciella sotoi L.Rico
13. Acaciella sousae (L.Rico) L.Rico
14. Acaciella tequilana (S.Watson) Britton & Rose
15. Acaciella villosa (Sw.) Britton & Rose